# Prisomera obsolefactum
Prisomera obsolefactum är en insektsart som beskrevs av Günther 1935. Prisomera obsolefactum ingår i släktet Prisomera och familjen Phasmatidae. Inga underarter finns listade i Catalogue of Life.